# Biłoszyci
Biłoszyci (ukr. Білошиці, do 2016 Szczorsiwka, ukr. Щорсівка, hist. pol. Białoszyce) – wieś na Ukrainie, w obwodzie żytomierskim, w rejonie korosteńskim, w hromadzie Uszomierz. W 2001 liczyła 638 mieszkańców, wśród których 633 wskazało jako ojczysty język ukraiński, 4 rosyjski, a 1 białoruski.
W ZSRR nadano jej nazwę Szczorsiwka. W 2016 przywrócono wsi dawną nazwę podczas dekomunizacji nazewnictwa na Ukrainie.
Znajduje tu się przystanek kolejowy Biłoszyci, położony na linii Korosteń – Żytomierz.